# Агапіт (Бевцик)
Митрополит Могилів-Подільський і Шаргородський Агапіт (справжнє ім'я Іван Васильович Бевцік; 6 березня 1965, село Давидівці, Чернівецька область, УРСР) — єпископ РПЦвУ, з 5 січня 2013 року керує Могилів-Подільською єпархією РПЦвУ. Тезоіменитство — 14 червня.

## Біографія
Народився 6 березня 1965 року в селі Давидівці Чернівецької області, Україна.
Після закінчення середньої школи вступив до Чернівецького музичного училища, яке закінчив у 1983 році.
У 1985 році зараховується до числа братії Свято-Духівського чоловічого монастиря у Вільнюсі.
У 1988 році на прохання архімандрита Іонафана, намісника Києво-Печерської Лаври, послушник Свято-Духівського монастиря переведений в цю обитель, де і був пострижений у ченці з ім'ям Агапіт — на честь преподобного Агапія Печерського, лікаря безвідплатного.
У 1988 році висвячений в ієродиякони, а у 1990 році — в ієромонахи.
У вересні 1992 року призначений настоятелем Свято-Троїцького храму, який відроджується у Іонівського монастиря у Києві, 22 липня 1994 року, після введення в сан архімандрита, призначений намісником монастиря.
У 1994 році закінчив Київську духовну семінарію. У 1998 році — Київську духовну академію, захистивши роботу на тему «Роль вселенських і помісних соборів у формуванні християнського богослужіння».
5 листопада 1998 року рішенням Священного синоду Української Православної Церкви Московського патріархату архімандрит Агапіт призначений єпископом Хустським і Виноградівським.
Хіротонія в єпископи відбулася 22 листопада 1998 року в Трапезному храмі Києво-Печерської Лаври.
26 липня 2000 року призначений єпископом Мукачівським і Ужгородським.
З 14 грудня 2007 року — єпископ Сєвєродонецький і Старобільський.
20 липня 2012 року возведений у сан архієпископа.
20 грудня 2012 синод звільнив Агапіта від управління Сєверодонецькою єпархією. Постійним місцем перебування Агапіта визначено Свято-Троїцький Іонинський чоловічий монастир Києва.
Згідно з рішенням синоду РПЦвУ від 5 січня 2013 року, призначений керівником новоутвореної Могилів-Подільської єпархії, з титулом «Могилів-Подільський і Шаргородський».
17 серпня 2015 року возведений в сан митрополита за версією Москви.
31 жовтня 2024 в числі 17 (із 53) правлячих і 14 (із 58) вікарних архієреїв УПЦ МП підписав заяву, в якій засудив анексію Російською Православною церквою Донецької єпархії, зняття її керівника митрополита Іларіона і заміни на росіянина, уродженця Рязанської області Росії, архієрея з Далекого Сходу.

## Нагороди
- Орден преподобного Сергія Радонезького II ступені (2008 рік)[2]